# Herpetoreas platyceps
Espèce
Synonymes
- Tropidonotus platyceps Blyth, 1854
- Amphiesma platyceps (Blyth, 1854)
- Zamenis himalayanus Steindachner, 1867
- Tropidonotus firthi Wall, 1914

Herpetoreas platyceps est une espèce de serpents de la famille des Natricidae. 

## Répartition
Cette espèce se rencontre :
- au Pakistan ;
- en Inde dans les États du Jammu-et-Cachemire, du Sikkim, du Penjab, d'Assam, du Bengale-Occidental, du Meghalaya, d'Himachal Pradesh et d'Arunachal Pradesh ;
- au Népal, entre 1 040 et 3 657 m d'altitude ;
- au Bhoutan ;
- au Bangladesh ;
- au Tibet en République populaire de Chine.

## Publication originale
- Blyth, 1855 "1854" : Notices and descriptions of various reptiles, new or little known. Journal of the Asiatic Society of Bengal, vol. 23, p. 287-302 (texte intégral).